# Bernard Weck
Pour les articles homonymes, voir Weck.
Bernard Weck, né le 24 avril 1890 à Fribourg et mort le 5 mai 1950 à Fribourg, est une personnalité politique suisse.

## Sources
- Georges Andrey, John Clerc, Jean-Pierre Dorand et Nicolas Gex, Le Conseil d’État fribourgeois : 1848-2011 : son histoire, son organisation, ses membres, Fribourg, Éditions de la Sarine, 2012, 143 p. (ISBN 978-2-88355-153-4, lire en ligne), p. 71
- Annuaire des autorités fédérales, annuaire officiel du canton de Fribourg